# Парк-Рапидс
Парк-Рапидс (англ. Park Rapids) — город в округе Хаббарт, штат Миннесота, США. На площади 15,8 км² (15,5 км² — суша, 0,3 км² — вода), согласно переписи 2002 года, проживают 3276 человек. Плотность населения составляет 211,4 чел./км².
- Телефонный код города — 218
- Почтовый индекс — 56470
- FIPS-код города — 27-49768[1]
- GNIS-идентификатор — 0649151[2]